# Hawija

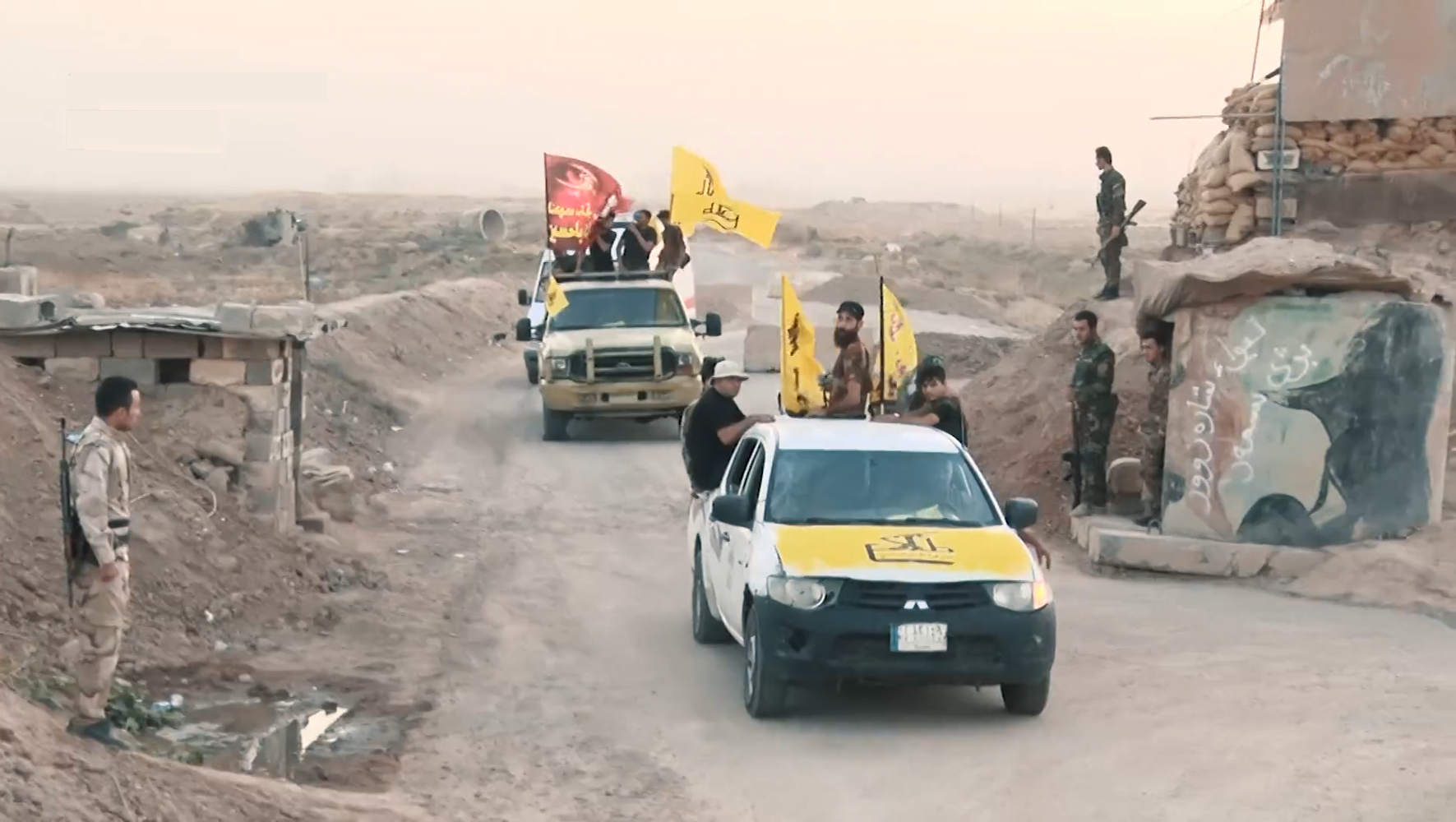
Fuerzas de Movilización Popular durante la ofensiva de Hawija contra Dáesh en 2017

Hawija (en árabe: الحويجة, Al Hawyjah‎: الحويجة, Al Hawyjah; en idioma kurdo "hawij", zanahoria salvaje) es el centro del distrito de Hawija en la gobernación de Kirkuk de Irak, a 45 km al oeste de Kirkuk, y al norte de Bagdad. La ciudad tiene una población aproximada de 100 000 habitantes.
En el distrito de Hawija viven aproximadamente 450 000 habitantes, el 98 % son árabes suníes y el resto son la mayoría árabes turcomanos. La mayoría de los habitantes vive en áreas rurales.

## Historia
Hawija también se conoce como Hawija Al-Ubaid y está habitada por las tribus Al-Ubaid, Dulaim, Al Jubour y Shammar.

### Guerra de Irak
Durante la Guerra de Irak, EE. UU. y el ejército iraquí llevaron a cabo numerosos ataques letales en el área de insurgentes suníes. En marzo de 2006, el área de Hawija fue considerada una de las más peligrosas de todo Irak, con soldados de EE. UU. y la prensa extranjera en Bagdad doblando Hawija "Anbar del norte", una referencia a la violencia contenida en la provincia del oeste iraquí.

### Tras la retirada de Estados Unidos
Tras la Guerra de Irak, Hawija apareció en los medios de comunicación el 19 de abril de 2013, cuando se desató una gran violencia sin precedentes: una serie de enfrentamientos entre manifestantes suníes y el Ejército iraquí en los que 53 personas fueron asesinadas. Hasta el día 27 de abril, el número de muertos aumentó hasta las 215 personas. Esta violencia se expandió por el norte de Irak contra el gobierno iraquí. Hubo tiroteos en ciudades de mayoría suní entre manifestantes y fuerzas de seguridad iraquí, incluyendo Ramadi, Faluya y Mosul. En Jordania, el líder religioso e influyente Sheikh Abdul Malik al-Saadi declaró: “la defensa personal se ha convertido en un deber legítimo y legal”. Algunas tribus suníes se movilizaron, declarando la yihad contra Bagdad.

### Invasión del Estado Islámico de Irak y el Levante
El Estado Islámico de Irak y el Levante conquistó la ciudad el 16 de junio de 2014. Desde la ocupación yihadista, los habitantes de Hawija han padecido cortes severos de suministros básicos, incluyendo comida, agua y medicinas. Según el testimonio de un habitante que huyó a Kirkuk, el precio del azúcar y la harina había llegado a los 846 dólares por bolsa. Muchos de los habitantes de la ciudad han huido. El gobierno del Kurdistán iraquí estima que 18 000 personas huyeron de Hawija en agosto de 2016, manifiestan que aproximadamente entre 400 y 450 familias llegan a puntos de asistencia de los Peshmerga desde Hawija cada semana. La ONU estima que aproximadamente 300 personas llegan al campamento de refugiados de Debaga (uno de los más grandes en Irak) cada semana. Algunos informes indican que Dáesh está ejecutando a los civiles que atraparon intentando huir, y está colocando minas en el suelo para evitar que los habitantes escapen.
Hawija, junto con Mosul, se trata de un área donde Dáesh lleva a cabo frecuentemente ejecuciones en masa. Por ejemplo, el 6 de agosto de 2016, ejecutaron a alrededor de 100 personas.
Finalmente, el ejército iraquí, con ayuda de las Fuerzas de Movilización Popular, recuperó la ciudad el 4 de octubre de 2017 tras una rápida ofensiva para recuperar el distrito de Hawija.